# Franco Tozza
Franco Tozza (* 28. Juni 1974 in Köln) ist ein deutsch-italienischer Film- und Fernsehregisseur.

## Leben
Franco Tozza ist seit 1998 im Filmgeschäft tätig. Er arbeitete von 1998 bis 2001 als Set-Aufnahmeleiter, von 2001 bis 2008 als Regieassistent und seit 2008 als Regisseur.
Franco Tozza lebt in Köln.

## Filmografie (Auswahl)
- 2008: 112 – Sie retten dein Leben
- 2010: Lasko – Die Faust Gottes
- seit 2009: Alarm für Cobra 11 – Die Autobahnpolizei
- 2022: Blutige Anfänger

## Auszeichnungen Preise
- 2013: Taurus World Stunt Award Best Action in a Foreign Film
- 2015: Taurus World Stunt Award Best Action in a Foreign Film
- 2017: Taurus World Stunt Award Best Action in a Foreign Film